# Brigadier Gerard
Brigadier Gerard er en britisk stumfilm fra 1915 af Bert Haldane.

## Medvirkende
- Lewis Waller - Gerard
- Madge Titheradge - de Rochequelaune
- A.E. George - Napoleon
- Blanche Forsythe - Agnes
- Austin Leigh - Coulaincourt